# مارگریت چرچیل
مارگریت چرچیل (انگلیسی: Marguerite Churchill؛ ‏ ۲۵ دسامبر ۱۹۱۰ – ۹ ژانویهٔ ۲۰۰۰) بازیگر اهل ایالات متحده آمریکا بود. وی بین سال‌های ۱۹۲۹ تا ۱۹۵۲ میلادی فعالیت می‌کرد.
از فیلم‌هایی که وی در آن نقش داشته‌است، می‌توان به بیل سفیر کبیر اشاره کرد.